# سيجا ميجا درايف ألتيميت كولكشن
Sega Mega Drive Ultimate Collection، تعرف في أمريكا الشمالية باسم Sonic's Ultimate Genesis Collection، هي مجموعة لعبة إلكترونية ترفيهية كلاسيكة، أنتجت سنة 2009 ، فجميع الألعاب التي تبلغ عددها 40 لعبة، جميعها من إنتاج شركة سيجا فقط، وتعمل هذه السلسلة على أنظمة ألعاب فيديو وهما إكس بوكس 360 وبلاي ستيشن 3 .

## قائمة ألعاب الفيديو

### جميع هذه الألعاب تبلغ مجموعتها 40 لعبة
- أليكس كيدز إن ذا إنشنتيد كاسل
- اللاين ستورم
- الوحش المعدل
- بيوند أوسيس (لعبة فيديو)
- بونانزا برذرز
- كولومنس
- كومكس زون
- ديكاب أتاك (لعبة فيديو)
- د. روبوتنكس مين بين ماشين
- Dynamite Headdy
- إيكو ذا دالفين
- إيكو: ذا تايدز أوف تايم
- إسوات: سيتي أندر سيج
- Fatal Labyrinth
- فليكي
- كسب الأرض
- قولدن اكس (لعبة فيديو)
- Golden Axe II
- Golden Axe III
- كيد شاميليون
- فانتاسي ستار 2
- Phantasy Star III: Generations of Doom
- Phantasy Star IV: The End of the Millennium
- ريستار
- Shining Force: The Legacy of Great Intention  [لغات أخرى]‏
- Shining Force II: The Ancient Seal  [لغات أخرى]‏
- Shining in the Darkness
- شينوبي Ⅲ: ريترن أوف ذا نينجا ماستر
- القنفذ سونيك
- القنفذ سونيك 2
- القنفذ سونيك 3
- سونيك وناكلز
- سونيك ثري دي
- سونيك ذا هيدجهوج سبين بول
- ستريتس أوف ريج
- ستريتس أوف ريج 2
- ستريتس أوف ريج 3
- Super Thunder Blade
- فيكتورمان
- فيكتورمان

### الألعاب الإضافية
تضيف هذه الألعاب إذا قام أي لاعب لإنجاز إحدى مراحل اللعبة وهي :
- Alien Syndrome (arcade)
- الوحش المعدل  (arcade)
- Congo Bongo (arcade) (under original title "Tip Top" in some regions)
- فانتسي زون (arcade)
- Golden Axe Warrior (Sega Master System)
- فانتسي ستار (لعبة فيديو) (Sega Master System)
- شينوبي (لعبة آركيد) (arcade)
- Space Harrier (arcade)
- Zaxxon (arcade)

بالإضافة لعرض بعض مقاطع الفيديو عن مصممين سابقين، تحدثوا عن هذه الألعاب كيف أنجزوها .